# Oxydia recurvaria
Oxydia recurvaria là một loài bướm đêm trong họ Geometridae.